# 2013 Asia Series

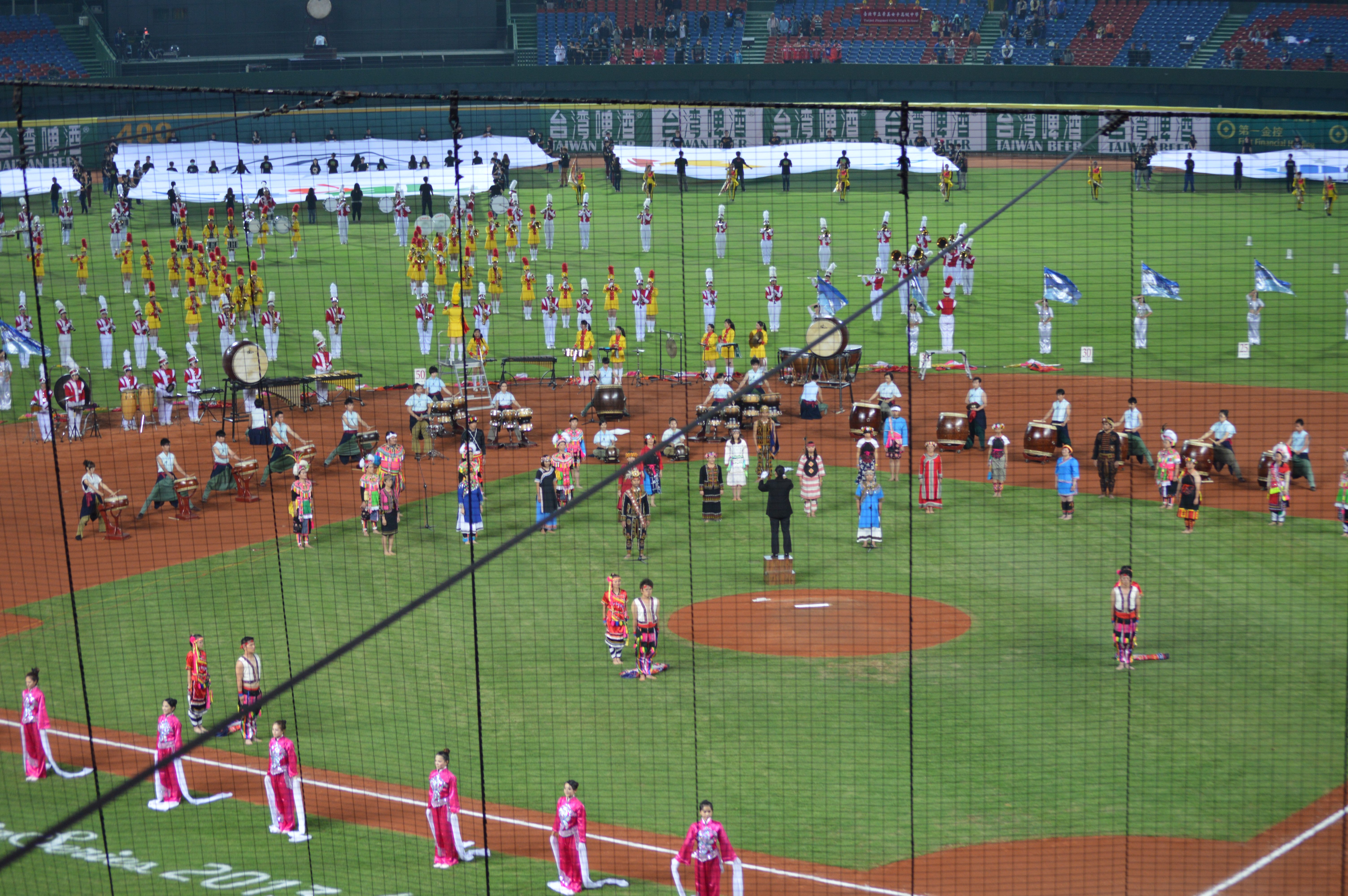
Cerimonia di apertura

La 2013 Asia Series(2013年亞洲職棒大賽S; 2013年のアジアシリーズ?; 2013년 아시아 시리즈?) è la settima edizione della Asia Series, iniziata il 15 novembre 2013 con la disputa di due partite a Taichung, Taiwan.

## Squadre partecipanti
| League                               | Squadra                      | Qualificata in quanto       | Location             |
| ------------------------------------ | ---------------------------- | --------------------------- | -------------------- |
| Australian Baseball League           | Canberra Cavalry             | 2012–13 ABL champions       | Canberra, Australia  |
| Italian Baseball League              | Fortitudo Baseball Bologna   | 2013 European Cup champions | Bologna, Italia      |
| Chinese Professional Baseball League | Uni-President 7-Eleven Lions | 2013 CPBL champions - hosts | Tainan, Taiwan       |
| Chinese Professional Baseball League | EDA Rhinos                   | 2013 CPBL runner-up         | Kaohsiung, Taiwan    |
| Korea Baseball Organization          | Samsung Lions                | 2013 KBO champions          | Taegu, Corea del Sud |
| Nippon Professional Baseball         | Tohoku Rakuten Golden Eagles | 2013 NPB champions          | Sendai, Giappone     |

## Stadi

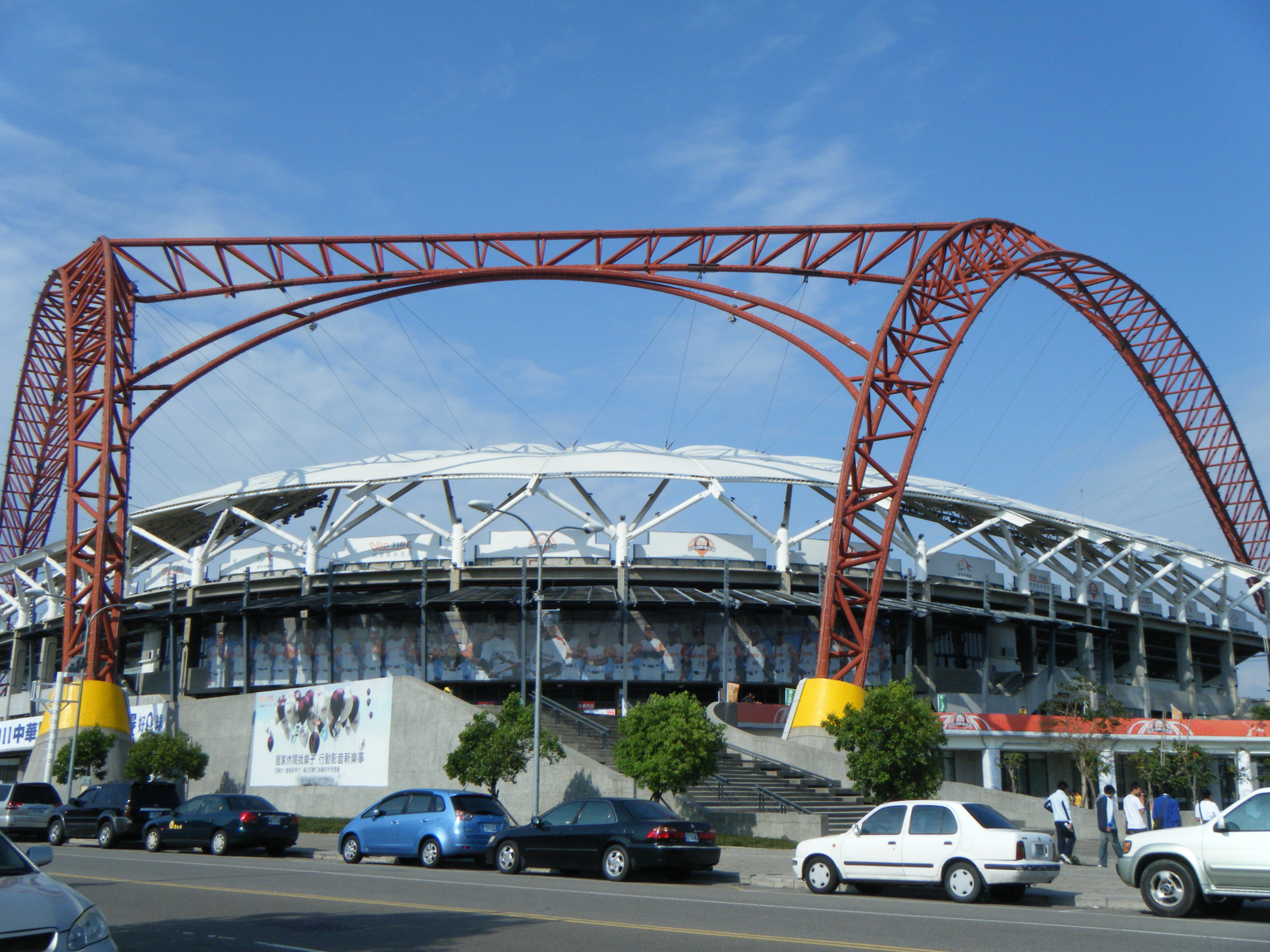
Taichung Intercontinental Baseball Stadium

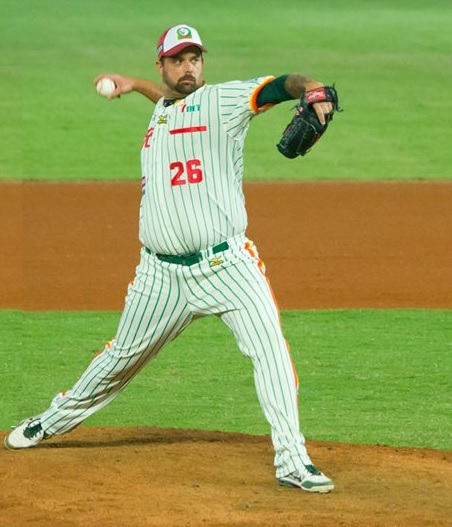
Boof Bonser (Uni-President 7-Eleven Lions)

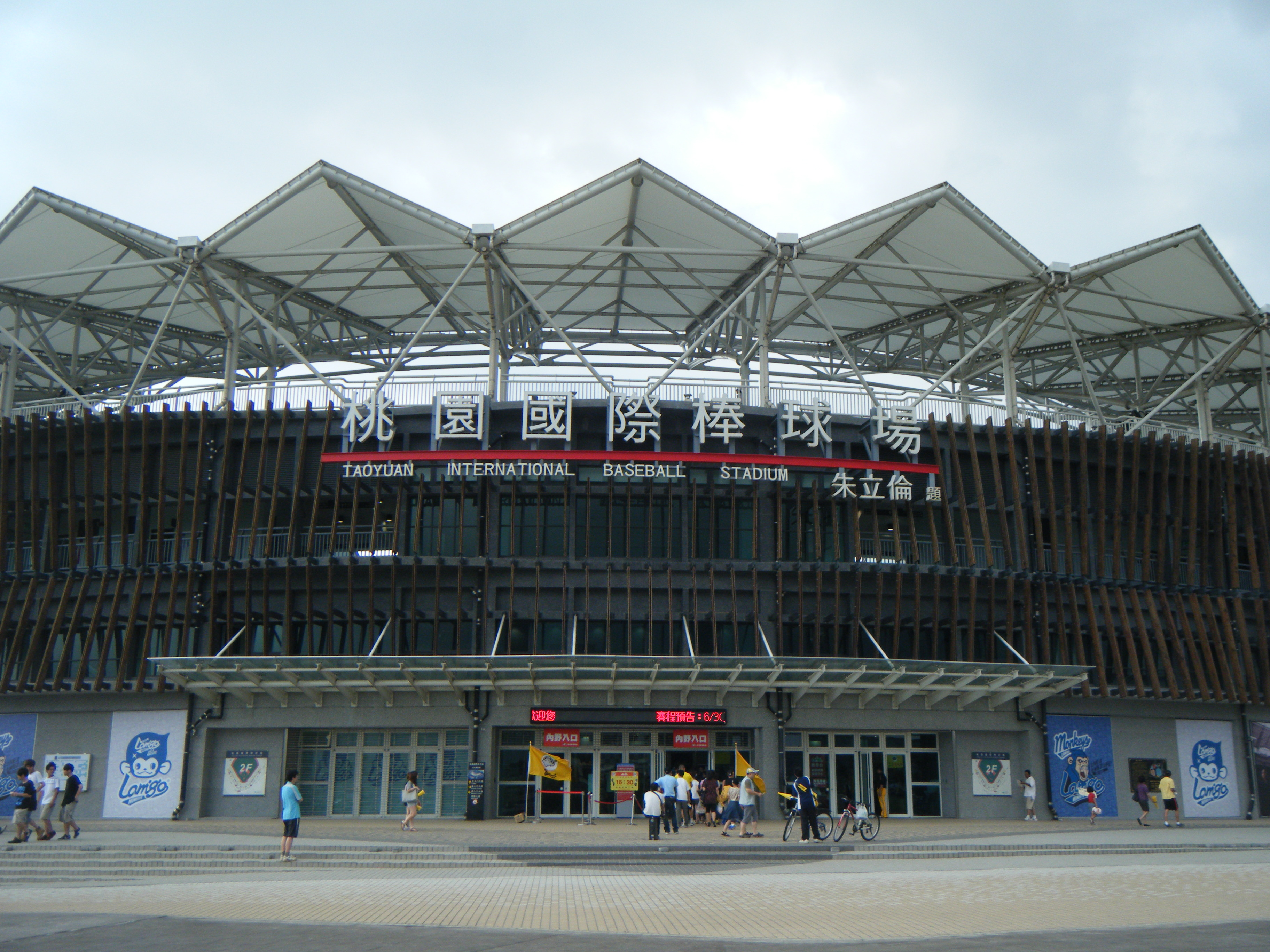
Taoyuan International Baseball Stadium

## Risultati

### Fase a gruppi

#### Group A
| Pos | Squadra                      | W | L | Pct.  | R  | RA |
| --- | ---------------------------- | - | - | ----- | -- | -- |
| 1   | Samsung Lions                | 2 | 0 | 1.000 | 10 | 6  |
| 2   | Uni-President 7-Eleven Lions | 1 | 1 | .500  | 14 | 5  |
| 3   | Fortitudo Baseball Bologna   | 0 | 2 | .000  | 2  | 15 |

#### Group B

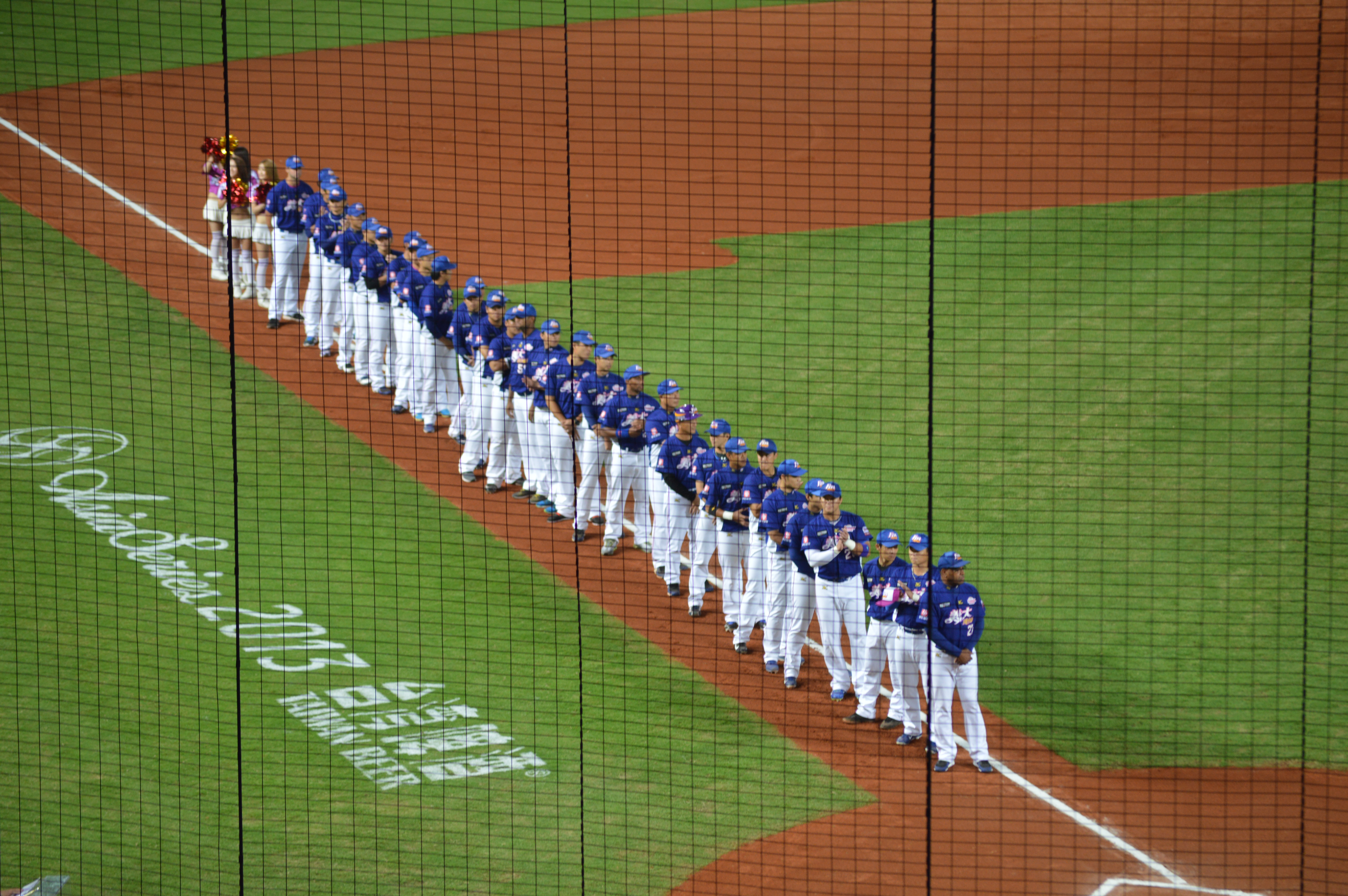
EDA Rhions in Gare 2

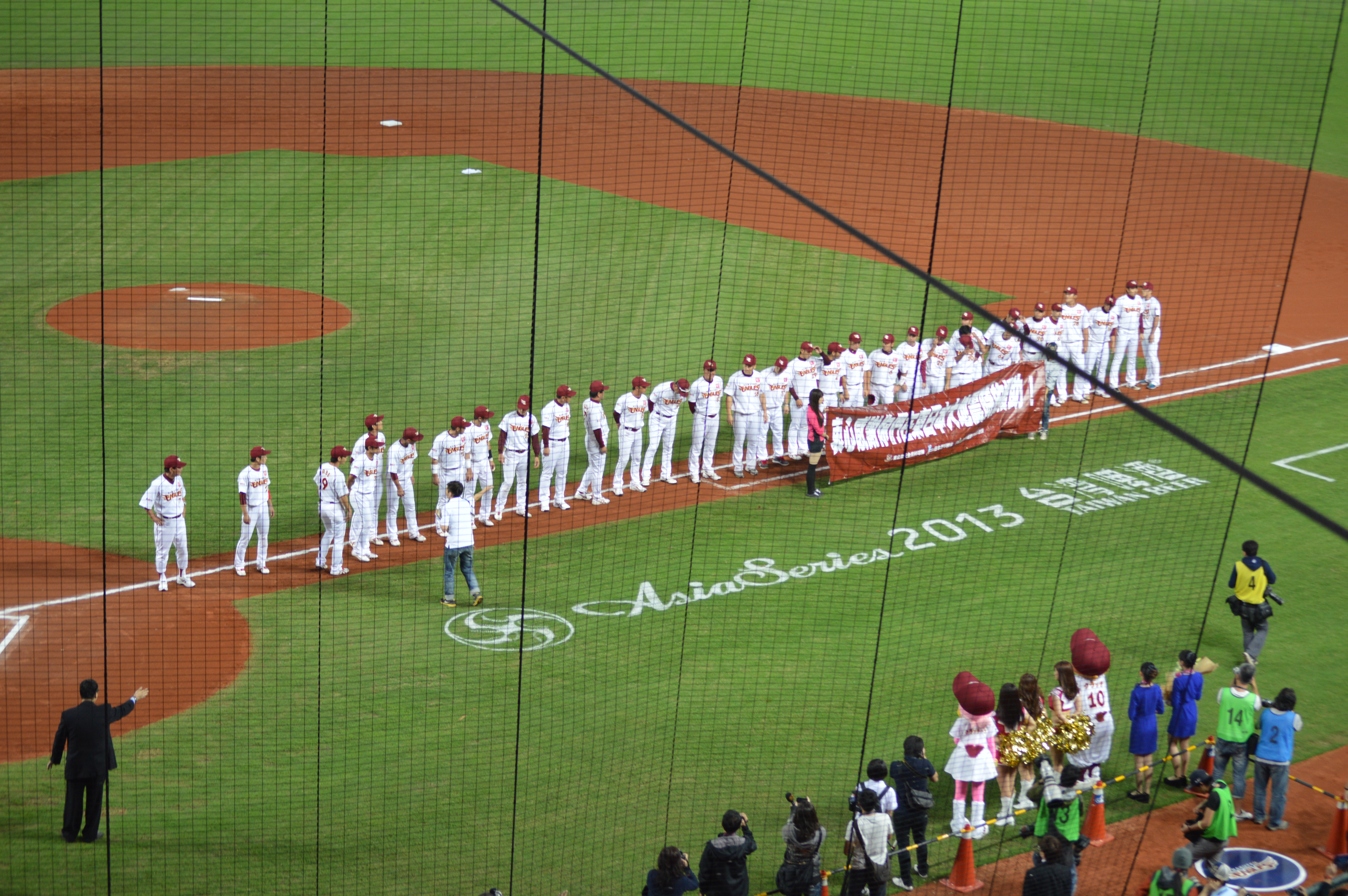
Tohoku Rakuten Golden Eagles in Gare 2

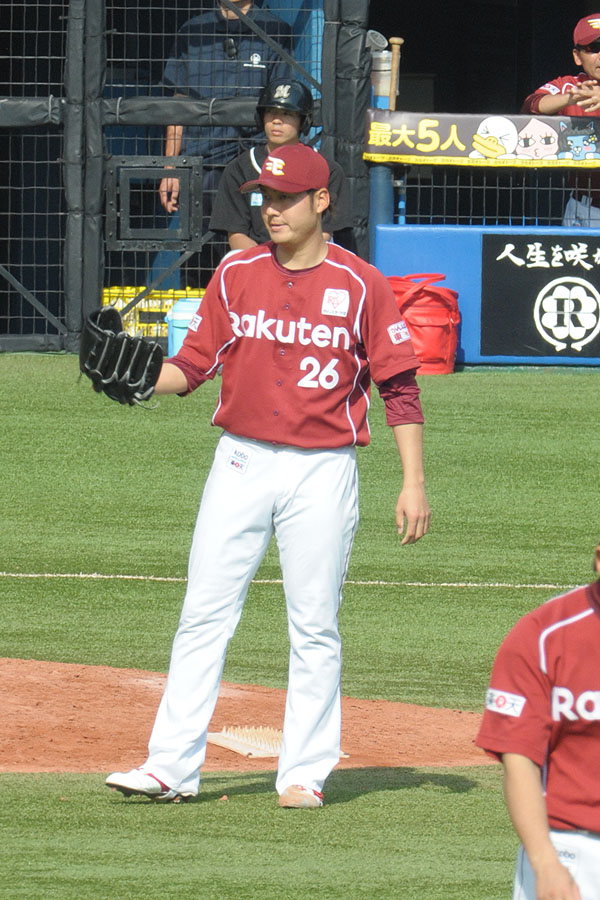
Kaneto norihito (Tohoku Rakuten Golden Eagles)

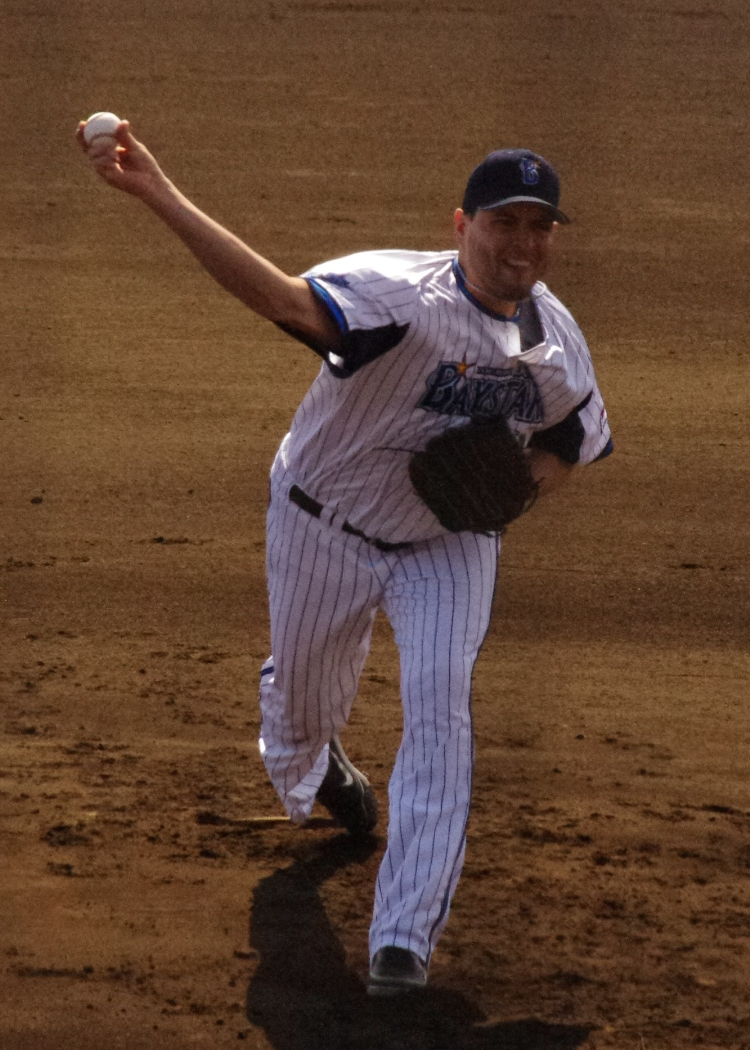
Giancarlo Alvarado (Fortitudo Baseball Bologna)

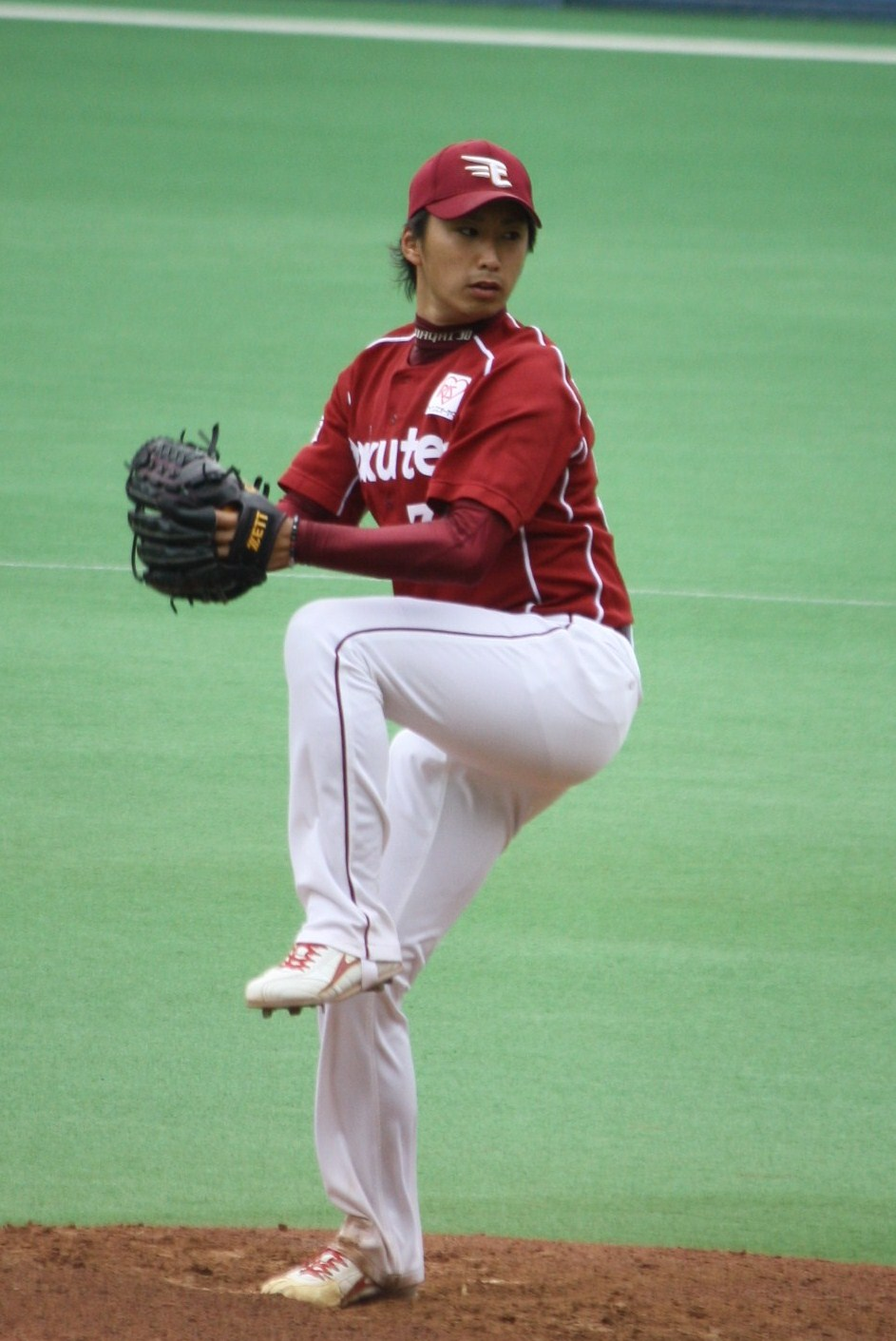
Satoshi Nagai (Tohoku Rakuten Golden Eagles)

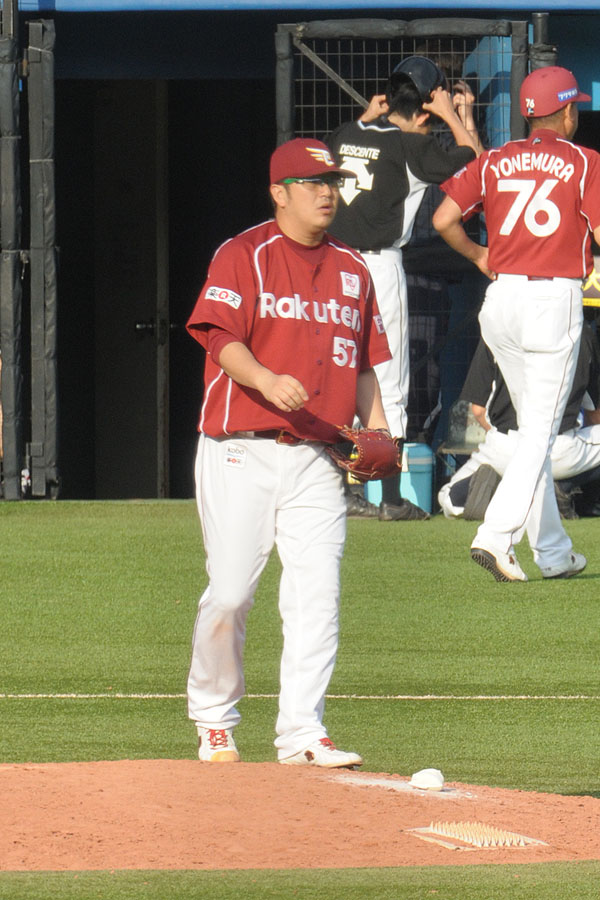
Koyama shinnichiro (Tohoku Rakuten Golden Eagles)

| Pos | Squadra                      | W | L | Pct.  | R  | RA |
| --- | ---------------------------- | - | - | ----- | -- | -- |
| 1   | Tohoku Rakuten Golden Eagles | 2 | 0 | 1.000 | 12 | 4  |
| 2   | Canberra Cavalry             | 1 | 1 | .500  | 5  | 6  |
| 3   | EDA Rhinos                   | 0 | 2 | .000  | 1  | 8  |

Gare 1 (Group A)
Gare 2 (Group B)
Gare 3 (Group B)
Gare 4 (Group A)
Gare 5 (Group B)
Gare 6 (Group A)

### Fase a eliminazione diretta

#### Tabellone
|  | Semifinali | Semifinali                   | Semifinali |                              |      | Finale           | Finale | Finale |  |
|  |            |                              |            |                              |      |                  |        |        |  |
|  | A1         | Samsung Lions                | 5          |                              |      |                  |        |        |  |
|  | A1         | Samsung Lions                | 5          |                              |      |                  |        |        |  |
|  | B2         | Canberra Cavalry             | 9          |                              |      |                  |        |        |  |
|  | B2         | Canberra Cavalry             | 9          |                              | SF1W | Canberra Cavalry | 14     |        |  |
|  |            |                              |            |                              | SF1W | Canberra Cavalry | 14     |        |  |
|  |            |                              | SF2W       | Uni-President 7-Eleven Lions | 4    |                  |        |        |  |
|  | B1         | Tohoku Rakuten Golden Eagles | SF2W       | Uni-President 7-Eleven Lions | 4    | 1                |        |        |  |
|  | B1         | Tohoku Rakuten Golden Eagles |            |                              |      |                  |        |        |  |
|  | A2         | Uni-President 7-Eleven Lions | 4          |                              |      |                  |        |        |  |

##### Semifinali
Gare 7
Gare 8

##### Finale

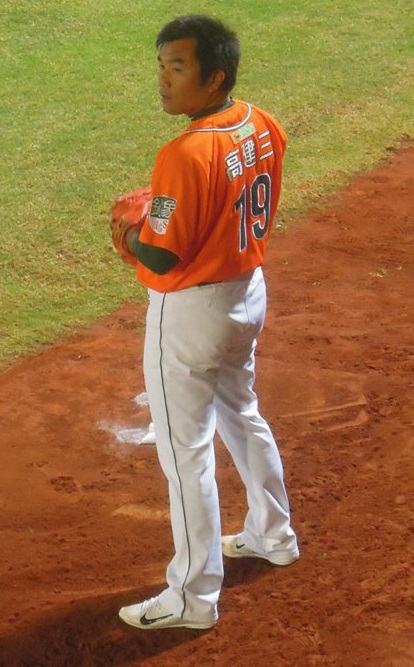
C.S. KAO (Uni-President 7-Eleven Lions)

Gare 9

## Vincitore
| 2013 Asia Series Canberra Cavalry 1º titolo |

## Premio
- MVP - Jack Murphy (Canberra Cavalry)

## Classifica finale
| Pos. | Squadra                      | W | L | R  | RA |
| ---- | ---------------------------- | - | - | -- | -- |
| 1    | Canberra Cavalry             | 3 | 1 | 28 | 15 |
| 2    | Uni-President 7-Eleven Lions | 2 | 2 | 22 | 20 |
| 3    | Tohoku Rakuten Golden Eagles | 2 | 1 | 13 | 8  |
| 3    | Samsung Lions                | 2 | 1 | 15 | 15 |
| 5    | EDA Rhinos                   | 0 | 2 | 1  | 8  |
| 5    | Fortitudo Baseball Bologna   | 0 | 2 | 2  | 15 |